# ستيفن جونز
ستيفن جونز (بالإنجليزية: Stephen Jones)‏ (و. 1965 – م) هو سياسي، من أستراليا، ولد في ولونجونج، هو عضوٌ في حزب العمال الأسترالي.

## مناصب
تولى منصب عضو مجلس النواب الاسترالى (منذ 2 يوليو 2016)، وعضو مجلس النواب الاسترالى (21 أغسطس 2010–2 يوليو 2016).

## التعليم
تعلم في جامعة ولونغونغ.